# ローズ×マリー
『ローズ×マリー』（ローズえんどマリー）は浦瀬しおじによる日本の漫画作品。『コミックヴァルキリー』（キルタイムコミュニケーション）においてVol.2（2006年10月号）にフルカラーで掲載された後、Vol.7（2007年7月号）からVol.27（2011年1月号）まで連載された。

## 登場人物
声優はドラマCDのもの。

### 主要人物
ローズ・リヒター
声 - 川澄綾子
本作の主人公。賞金稼ぎ。魔物を退治しながら行方知らずの兄を救うため旅に出る。当初は魔物との共存を目指す組織には反対していたが次第に気持ちが変化していきフリーデに罪を償う機会を与えるも失敗し、結果的に多くの村人が死亡するなどハンターとして足りない一面がある。
マリー・リヒター
声 - 能登麻美子
本作のもう一人の主人公。ローズの妹。姉と同じく魔物を退治しながら兄を救うための旅に出た。
ヘビ女
冒頭に登場する魔物。教会のシスターに化けて潜伏していた。巨乳。
ローズと戦闘になり鱗を飛ばし動きを止め追い詰めるも遠距離からのマリーの攻撃によって胸を吹き飛ばされ致命傷を負った所をローズに止めを刺され死亡した。
吸血鬼
声 - 田村ゆかり
ドレス姿の幼女。吸血され意識がなくなった村人達を、自分に血液を提供する“乳牛”にして、村全体を“牧場”にしようと企んでいた。
魔物退治にやってきた姉妹に見つかり、村人を装い油断させた所をマリーの血を吸った。駆けつけたローズと戦闘になり幻覚を見せてる間に吸血しようとするが、回復したマリーに狙撃され重症を負う。
漁師小屋に逃げ込み誘い出すも夜明けに気づいたローズがマリーに壁を狙撃させ、壁に空いた穴から太陽の光を浴びてしまい、ひるんだところを銃弾を撃ち込まれハンターに対する嫌味を言いながら消滅した。
クモ女
下半身が蜘蛛の魔物。女性だけを襲い自身の肉体を進化させる。
ハインツと言う人間の男性に好意を寄せるようになり、彼を誘拐して生活していたが姉妹がハインツを救出しに現れ交戦する。
ハインツを火炎瓶の中から見を挺して防ぐも、軽症を負い森の中に逃げ込み自身のテリトリーに引き込もうとするが姉妹があらかじめお互いの体を結びつけていたため慌てて逃げ出すも、マリーに足を捕まれ身動きが取れなくなった所をローズの射撃による銃弾を浴びハインツの名前を呼びながら消滅した。
人魚
音波攻撃を得意とする人魚型の魔物。上半身は裸で下半身がサメの形をしており運動性に優れている。容姿端麗でクールビューティーな雰囲気が漂う美女。大人びた雰囲気の持ち主だが中身は幼い性格をしている。。髪型はセミロングにしている。自動的に修復される再生能力を持っている。胸の大きさは控えめであるように見えるが、実際は髪の毛で胸を隠しているだけであり実際は大きめの胸を持っていることが死ぬ間際に判明した。一人称は「私」。
人間の血を吸い、下等生物と見下している一方で、水面の反射光と船のバラバラになった漂流物が散らばっている中、遠くの距離で気付いたマリーの眼を評価したり、人間の男性と交際しているなどの一面を持っている。すでに19人を殺害しているため『人魚を見ると不幸になる』と噂をされている。
調査に来た姉妹を漂流者を装い襲撃するもシルビアによって自身の『唄』が防がれ驚愕している所を銛が腹に突き刺さり退却する。
銛を自力で引き抜くも傷口が塞がらないことに屈辱を受けさらに同類であるシルビアが人間側に居ることが気に入らなく執着心を燃やすことになる。
シルビアの音波によって現れるが突如逃げ出したことに怪しむも追撃し、ローズの水中攻撃も交わしながら下から攻撃を仕掛けるも反撃される。かすり傷を負い傷つけられたことで全力で追撃するも罠にはまり泡ブク攻撃でソナーが封じられ足が止まっている間に至近距離から銛で攻撃された。
しかし体内に自壊物質が十分に放出される前に先端が体を貫通したことで一命を取り止め、研究所の方向に逃げ出したシルビアを追撃した。
人間を庇うシルビアに疑問を抱き下等生物と見下したことでシルビアが『一人で我が壗勝手に暴れて御満悦なんてお前の方がよっぽど下等だ！このすっぽんぽん女！！』と罵倒され、音波攻撃でとどめを刺そうとするも直後にマリーによって狙撃されるが通常弾だったためすぐに再生し、やがて弾が尽きたことによって勝ち誇っていたが時間を稼がれていたことを知らず、最期は背後からローズが直接銛を突き立てたことによって体が崩壊していき、死亡した。
その後、彼女の灰が水中に散らばることになる。
シルビア・カーペンター
謎の光によって人間から魔物になってしまった人物。人魚討伐作戦に協力する。敵の人魚はシルビアが人間の側についてるのが気に入らなく、執着心を燃やしている。
当初はローズから魔物として見られ毛嫌いされていたが、マリーを守ったことで感謝されるようになる。全てが終わった後はジャムをローズから送られた。
リディー・レイ
Aクラスのウェールズのハンター。整った外見に美脚のショートカットの女性。魔物を退治するため攻撃を仕掛けるもリヒター姉妹の兄であるクルトに妨害される。
フリーデの一件でリヒター姉妹と協力し任務を完了させるがその後、魔物に協力しているクルトを殺害するため再び向かうもクルトによって返り討ちに遭い首をへし折られ死亡した。
フリーデ
不思議な光を浴び魔物になった少女。7年間に渡って両親に監禁されていたが精神的に限界を迎え両親や村人を殺して逃亡した。派遣されてきたリヒター姉妹とリディー・レイによって追い詰められるが人間の記憶を持っていたため罪を償う機会を与えられるが、人間を食べると人間の姿に戻れることに気付き多くの村人を殺害したためローズに銃弾を打ち込まれ死亡した。

## 用語
ウェールズ
30年前に連合された組織。リヒター姉妹、リディー・レイなどが所属する組織。主に魔物退治を任務とするが、独特の価値観を持っており『魔物との共存』を目指している。
魔物
劇中の悪役達。主に女性の魔物が大半を占めている。様々な種類の魔物がおり、人間を食べて人間に近い姿になる者が多いが、中には生まれつきの美形を持つ人魚などもいる。食料は人間の血を吸い生活している。
すっぽんぽん
全裸を意味している。作中ではシルビアが人魚を罵倒する際に使われる。
ソナー
人魚が持っている水中を伝播する音波を用いて水中や海底などの物体に関する情報を得ることができる。作中では彼女のソナーによってリヒター姉妹を苦しめた
水中銃
スリング式の単発銃。水深5mだと射程は7mまでとされる。銛が刺さると魔物の体組織を自壊されることができ作中では人魚の討伐に使われ、これを退治した。

## 人魚のセリフ集
『全く月夜は...血の薫ること...』
『水面の反射光とこれだけの漂流物の中、あの距離で気付いた....』
『良い眼を持っている...が、もう遅い』
『今のを受けてまだ意識があるとは...』
『お前のような人間は初めてだ』
『だがさすがに限界の様だな...』
『その血の味はどんなものか』
『私の「唄」が逸らされた！？』
『グっ！？』
『ちっ！』
『いつもなら...っ！勝手に抜ける筈...なのに...』
『くっ！！』
『...傷口が塞がらない...これは...』
『この傷の痛み...屈辱...許さない...あの人間達...』
『......』
『よくも！！くっ！』
『逃がすものか！！』
『！？』
『チッ！』
『この程度のめくらましで、逃げ切れると思うなよ！』
『！？』
『もう一人がいない！？』
『一体どこへ！？』
『！！』
『くっ...』
『ゴホッ！！また例の妙な銛か...』
『ん！？』
『あれはこの間の..まだ生きていたのか...』
『前のようにいくと思ったか？そんな弱々しい歌で...』
『見ればお前は私と同類のようだが、なぜそうまでして人間をかばう？人間に飼われる内番犬にでもなったか』
『目の前に広大な海が広がっているのに下等な人間にあてがわれた生け贄で満足するなど...理解に苦しむよ』
『ならば人間達と一緒に陸で死ね！』
『...フッ、弾が尽きたか...』
『お前ももう黙れ！！』
『結局...僅かばかり時を稼いだだけだったな』
『何！？』
肉体が崩壊していき死亡。